# هارتینگتون
هارتینگتون(به انگلیسی: Hartington) شهری در ایالت نبراسکا کشور ایالات متحده آمریکا است که جمعیت آن در سرشماری سال ۲۰۱۰ میلادی، ۱٬۵۵۴ نفر بوده‌است.